# الزاوية (احمدون)
الزاوية هو دُوَّار يقع بجماعة راس تابودة، إقليم صفرو، جهة فاس مكناس في المملكة المغربية. ينتمي الدوّار لمشيخة احمدون التي تضم 18 دوار. يقدر عدد سكانه بـ 499 نسمة حسب الإحصاء الرسمي للسكان والسكنى لسنة 2004.

## روابط خارجية
- البوابة الوطنية للجماعات الترابية
- المندوبية السامية للتخطيط